# Riedelella linevichae
Riedelella linevichae är en plattmaskart som beskrevs av Timoshkin OA 200. Riedelella linevichae ingår i släktet Riedelella och familjen Rhynchokarlingiidae. Inga underarter finns listade i Catalogue of Life.